# Polandball

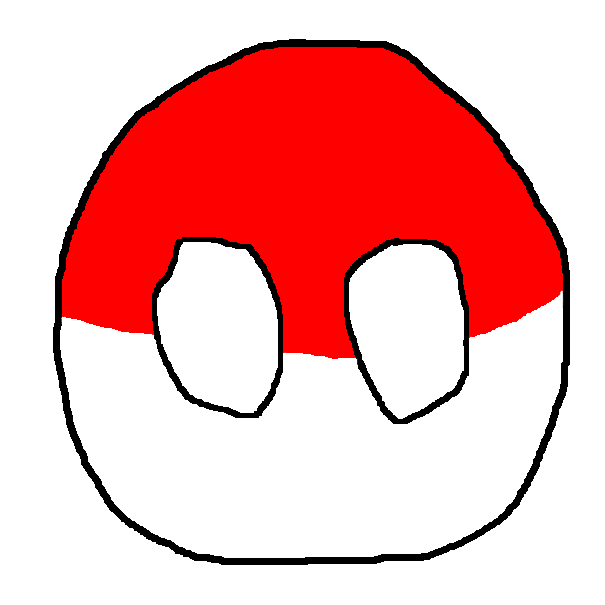
Polonia, personificată ca o minge folosind steagul polonez răsturnat.

Countryball, cunoscut și ca Polandball, este un stil de artă care reprezintă geopolitica globală, gen și meme de internet, folosit în principal în mod de bandă desenată în care țările sau entitățile politice sunt personificate ca mingi cu ochi, țările, sunt decorate cu steagul specific național. Comicurile prezintă personajele în mai multe scenarii diferite, făcând haz în general de stereotipurile țărilor, relațiile internaționale și evenimente istorice, cu mingile care se mișcă pe jos sau care sar. Alte caracteristici comune ale benzilor Countryball includ țările care nu vorbesc engleză ci vorbesc o engleză simplificată și incorectă gramatical- cu aspecte de vocabular ale limbii țării reprezentate- incorectitudinea politică și comedie neagră. Folosind Microsoft Paint sau un software de artă grafică mai avansat, benzile sunt în general create, de obicei făcute în acest mod intenționat pentru a arăta crud desenate.
Countryballs datează de la un incident din august 2009 pe site-ul drawbal.com, unde mii de utilizatori polonezi de pe internet au urmat site-ul pentru a transforma ilustrația în Steagul polonez (o literală "minge poloneză"). Cu toate acestea, Falco, un utilizator britanic al tabloului german Krautchan.net, este adesea creditat pentru crearea formatului modern de benzi desenate Countryballs. Acest utilizator a creat primele benzi desenate de countryball pentru a ridiculiza Wojak, un troll internet polonez, care a folosit engleza simplificată pe aceeași site. Falco a creat benzile folosind Microsoft Paint în septembrie 2009 și le-a postat pe Kratuchan, unde au câștigat popularitate printre alți utilizatori de pe bord, în special Rusi. Memul a devenit și mai cunoscut prin moartea lui Lech Kaczyński, fost președintele a Poloniei, în Accidentul aviatic de la Smolensk, în aprilie 2010.
Countryball-urile continuă să fie populare pe internet, comunitatea Facebook ajungând la peste 215.000 de membri în iulie 2015, iar subreddit-ul r/Polandball ajungând la 650.000 în 2024. Mai multe alte comunități sunt active și pe VK, Telegram, YouTube, Twitter și Bilibili⁠(d). De asemenea, a fost subiectul cercetării de către diferite instituții, precum și comentarii pozitive și negative atât pentru natura lor simplistă cât și ofenzivă, cu un sentiment că ar putea permite cititorilor să învețe despre evenimente necunoscute pentru ei. Diferite jocuri video și opere de istoric alternativ au fost bazate pe acest meme.

## Context istoric

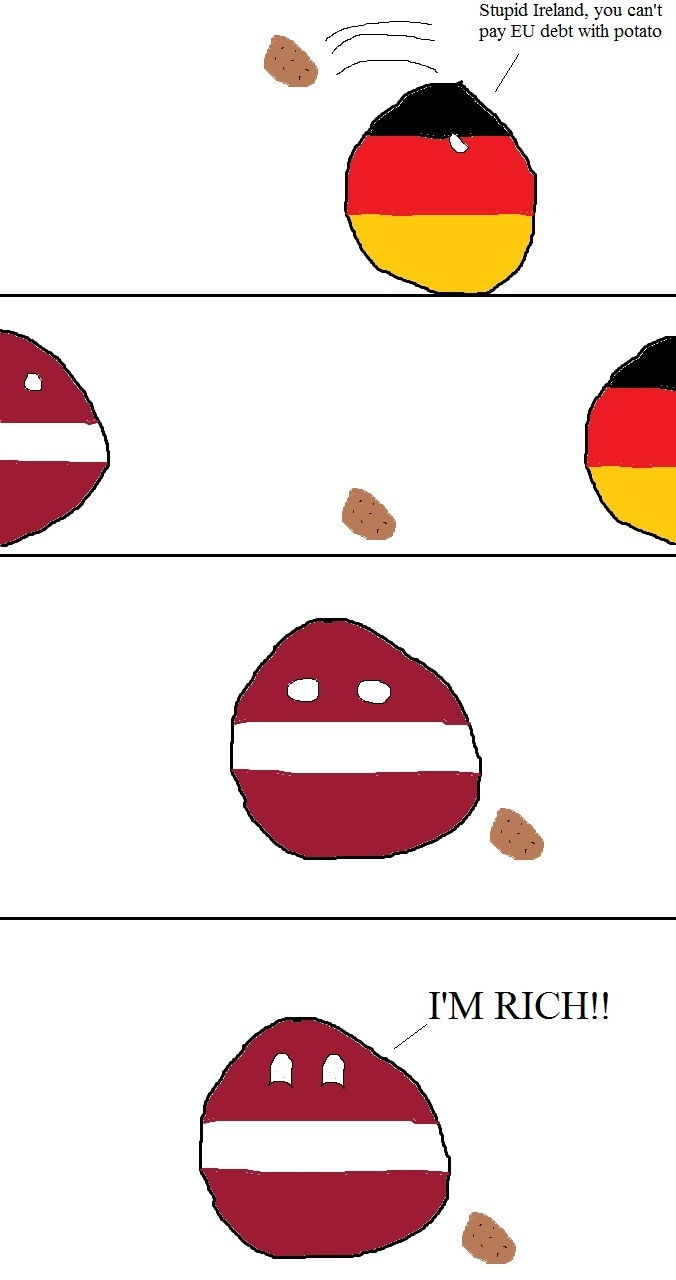
Un comic Polandball/Countryball reprezentând Letonia și Germania

### Origine
Originea Countryballs poate fi urmărită înapoi la drawball.com cum a fost discutat mai sus. Pe acest site, utilizatorii puteau să deseneze liber pe o canvasă circulară numită "mingea de desene". În august 2009, mii de polonezi de pe site-ul Wykop.pl⁠(d), PokazyWarka și alte site-uri au preluat întreaga minge cu o ilustrație a steagului polonez cu cuvântul "POLSKA" (ce înseamnă Polonia în poloneză) în mijlocul mingii. Pânza circulară a limitat steagul într-un mod astfel încât a devenit literalmente „mingea poloneză”.
Alți utilizatori ai site-ului au încercat să saboteze lucrarea de artă schimbând schemă de culori pentru a se potrivi cu o mingea pokéball, sau desenând o suastica uriașă deasupra ei. În cele din urmă, hackerii au atacat NK.pl⁠(d) și Wykop.pl pe 18 august, care au încercat reziste, dar ca urmare au ajuns să funcționeze mult mai lent pentru restul zilei.[2]

### Primele benzi desenate Countryball

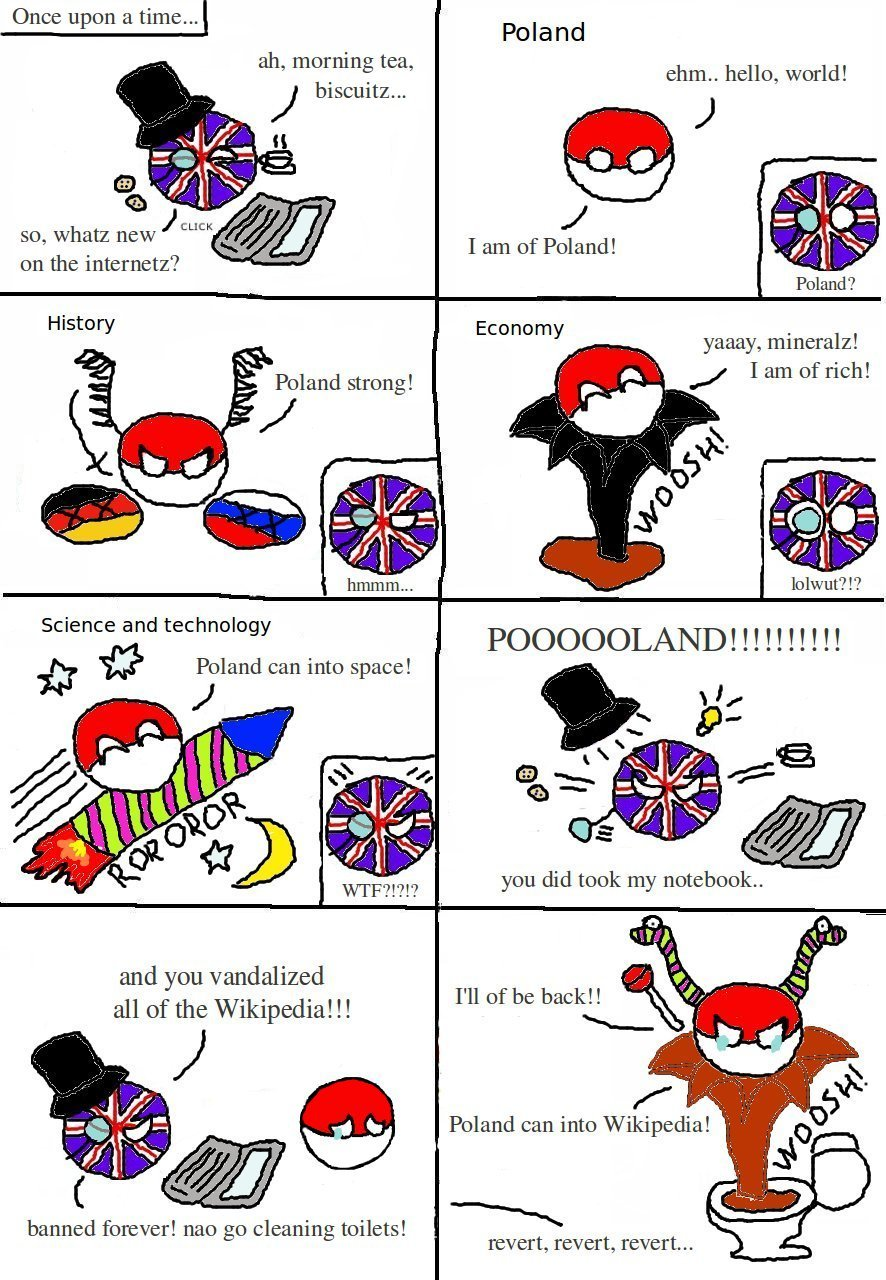
În jurul anului 2012 comicul arată Polonia forțată de Marea Britanie să curețe toalete după vandala Wikipedia

Creatorul formatului modern de Countryballs este adesea atribuit lui Falco, un utilizator britanic care a desenat primele benzi în Microsoft Paint, înainte de a le posta în septembrie 2009. În mod notabil, Polonia a fost desenată cu un steag polonez inversat (care îl face să semene cu steagul Indoneziei sau Monaco), din această cauză unii s-au dezbătut asupra faptului dacă a fost intenționat sau nu, sau că Falco nu știa de modelul său de culori. Polonia fiind cu capul în jos surprinzător a crescut în popularitate ca o modalitate de a antagoniza utilizatorul polonez Krautchan Wojak, pentru care este numit meme-ul de internet Wojak. Cele două forme de meme au crescut din aceleași panouri de mesaje.
Revista britanică The Shortlisted a notat că benzile au fost probabil inspirate de lucrările animatorului italian Bruno Bozzetto⁠(d), în special scurtă web animat Europe VS Italy din 1999, care a acționat ca o Satire politică asupra diferențelor culturale italiene și ale Uniunii Europene, și care a prezentat, de asemenea, personajele ca fiind sfere. Spre deosebire de Europa vs Italia, totuși, benzile originale au fost Politica și au fost făcute pentru al trolla pe Wojak.
După benzile inițiale, crearea de caricaturile Countryball a devenit populară printre alți utilizatori de pe board, în special Rusii care au început să adauge mai mulți personaje noi la benzile desenate. Ca urmare popularitatea sa crescând, a fost creată o comunitate separată de Countryballs pe data de 15 octombrie 2009. Comic-ul va continua să câștige notorietate după Dezastru aerian din Smolensk, la 10 aprilie 2010, în care a fost ucis fost președinte a Poloniei Lech Kaczyński.[2]

## Popularitate
Stilul a devenit foarte popular ca meme și a câștigat comunități dedicate pe platformele de internet precum Reddit și Facebook. Unul dintre motivele pentru care acest stil de artă este popular este capacitatea sa de a transmite povesti scurte despre diferite lucruri într-un mod simplu și umorist. În plus, caracterizarea grupului se împrumută bine și la un format de benzi desenate mai scurt. Un alt format comun pentru Countryball sunt videoclipuri de istorie alternativă, care implică adesea hărți ale lumii care se schimbă în funcție de evenimentele care au loc.
Din iulie 2015, comunitatea Facebook are peste 215.000 de membri, deși comunitatea principală a fost interzisă ocazional din cauza utilizării constante a simbolurilor de ură, inclusiv suastica. Subreddit-ul r/polandball a ajuns peste 250.000 de abonați în același timp, crescând la peste 650.000 în 2024. În timp ce Wiki-ul de la Polandball a avut 480.159 de editări.[4]

## Tematice

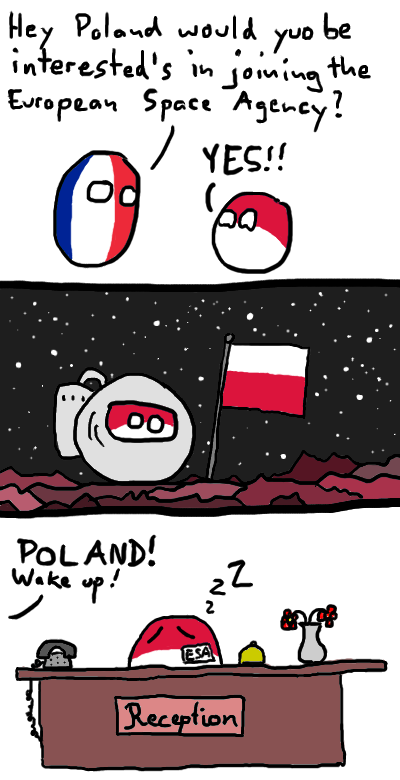
Un comic din 2012 care prezintă o extensie a sloganului "Polonia nu poate intra în spațiu".[sic] Comicul face referire la aderarea Poloniei la Agenția spațială europeană în 2012.

### Polonia
Concept-ul de Countryball este că reprezintă țara și istoria sa, relațiile sale cu străinii și stereotipurile, concentrându-se pe megalomanie și complexele naționale. În afară de țările anglofone, dialogul de la Countryball tinde să fie scris în limba engleză simplificată și în slang de pe internet, amintind de meme-ul istoric lolcat. La sfârșitul unei benzi, Polonia este văzută în mod obișnuit plângând. Reprezentarea Poloniei în Polandball se bazează adesea pe stereotipuri. Acest lucru poate include portretarea polonezilor ca având abilități englezești slabe, în mod frecvent acuzând alții pentru eșecurile lor din cauza invaziilor repetate de către țările vecine ca Germania sau Rusia, având tendința de a-și glorifica istoria și fiind percepuți ca neinteligenți și foarte religioși.
Unele comicuri din Poloniaball provin din premisa că unele țări pot merge în spațiu în timp ce Polonia nu poate. Una dintre primele comicuri de la Polandball începe cu premisa că Pământul va suferi un eveniment de impact, ceea ce va duce la toate țările cu Tehnologie spațială părăsind Pământul și mergând în orbite în jurul planetei. La sfârșitul caricaturii,în schimb Polonia, încă pe Pământ, plânge și spune fraza "Polonia nu poate intra în spațiu". În acest mod amuzant, alte Countryballs opreșc toate discuțiile cu polonezii despre care țară este superioră.

### Alte țări

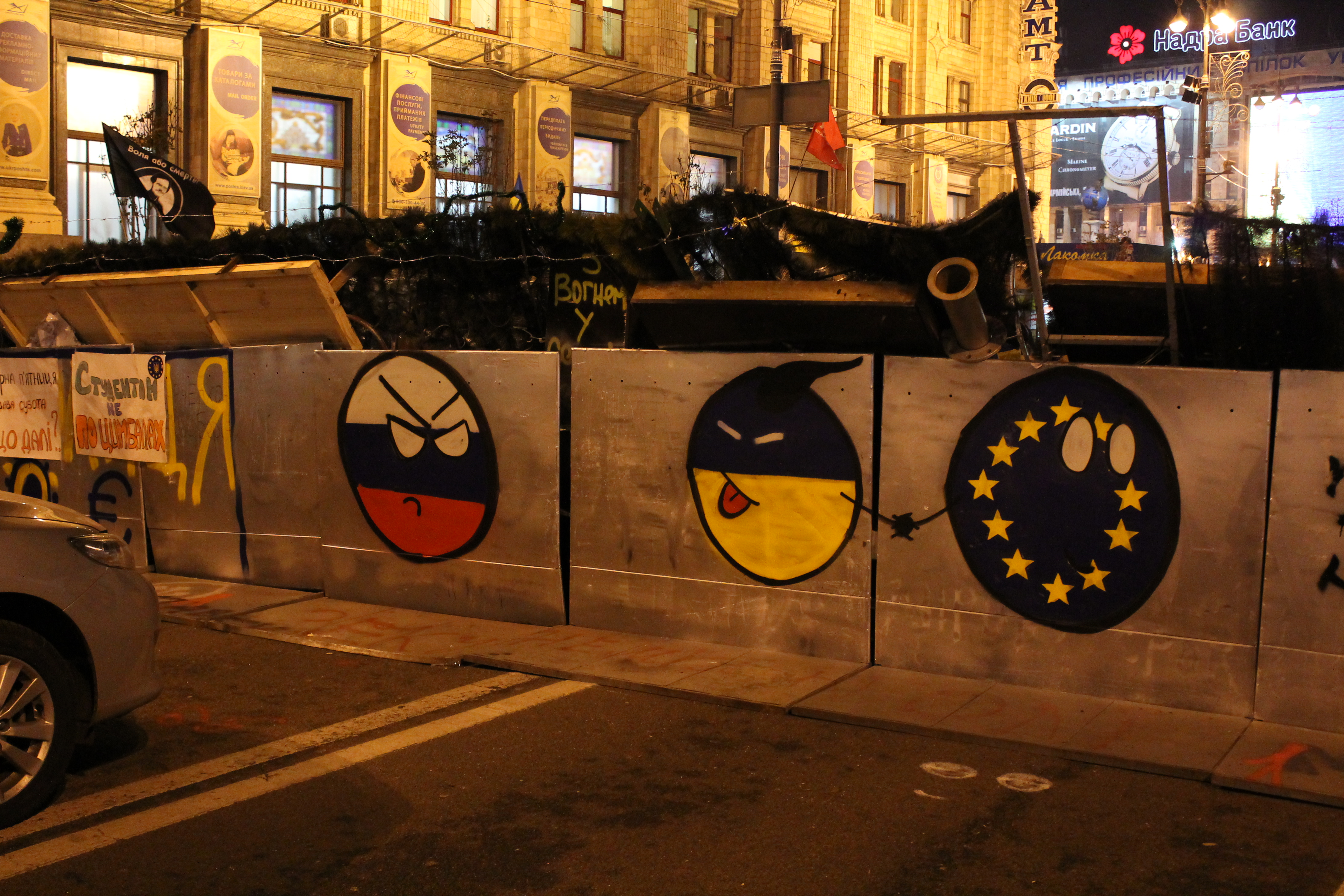
graffiti de la cursa de la Kiev, 2013

Countryballs includ de obicei benzi desenate despre alte țări: aceste benzi desenată sunt uneori încă denumite comics-uri Polandball dar mai comun ca Countryball. De asemenea, sunt utilizate state, provincii, alte subdivizii, organizații multinaționale (cum ar fi Uniunea Europeană, NATO și Națiunile Unite) și țări anterioare (cum ar putea fi Imperiul German sau Germania de est). Alte țări sunt de obicei văzute amintind zilele lor de glorie sau evenimentele individuale de succes, inclusiv Uniunea Sovietică respingând invazia puterilor Axise asupra țării.
Există alte convenții stabilite în comicurile Countryball. Regatul Unit poartă de obicei un monocul și o pălărie în timp ce ține o cană de ceai. Este adesea portretat ca un bătrân domn care aminteste trist de zilele sale de glorie ca imperiu. Statele Unite poartă ochelari de soare negre mari și sunt de obicei descrise ca având o personalitate egocentrică. [2] Japonia este uneori atrasă de caracteristicile de fetiță de pisică și este reprezentată ca fiind obsedată de anime, în special de hentai. Canada este adesea desenată cu o pălărie de piele de coonskin, și este portretată ca o țară relativ prietenos care își cere scuze în exces, dar este cunoscută pentru a lovi focile la moarte în timpul liber. Într-un exemplu mai bizar, Israelul este de obicei reprezentat ca un cub. O glumă obișnuită este că Israelul este reprezentat în acest fel din cauza "fizicii evreiești". Însemnăturile de armă din partea superioară a înălțimii sunt cel mai adesea reprezentate ca patch-uri; steagul civil, care prezintă Austria-Ungaria în benzi desenate, are două stemne (a Austriei, Ungariei), ceea ce face ca țara să fie oarbă. Comunitatea de r / polandball pe reddit necesită multe dintre aceste tropuri (de exemplu, pălăria a Marii Britaniei, ochelarii de soare din SUA și Israelul ca hipercubu) sunt reguli oficiale care nu pot fi nerespectate.
Un personaj comun în benzile desenate este Reichtangle, un dreptunghi înalt decorat cu steagul Imperiului German care are puncte albe fără expresie pentru ochi; adesea sperie alte țări (în special Polonia) prin a sta în spatele lor, spunând fraza "guten tag" (salut în germană) și amenințând să le mănânce. În funcție de banda desenată, ea reprezintă fie Armata germană, fie Imperialismul german, deși este oficial un fictiv "al patrulea Reich". Nepal și statul american Ohio sunt desenați ca monștri cu dinți (cunoscuți sub numele de "rawrs"), în referință la forma neobișnuită a steagurilor lor, în timp ce Singapore este reprezentat ca un triunghi. Motivul pentru acest lucru este necunoscut, dar se presupune că este fie un joc de vorbă ("Singa" este similar cu "Trianga"), precum și o referință la Triunghiul de creștere Indonesia-Malaysia-Singapur. Muntenegru este adesea descris ca fiind foarte somnoros și leneș, referindu-se la ceea ce se numește "Olimpiada leneși". În cazurile în care un județ sau un personaj nu are un steag oficial, acesta va fi desenat ca un cub de biliard, culoarea reprezentând des continentul.
Simplitatea Countryball, împreună cu recunoașterea istoriei mondiale și concentrarea pe afaceri curente, face meme-ul potrivit pentru a comenta pe evenimente internaționale. Printre evenimentele care au fost acoperite de Countryball și care au fost notate în mass-media sunt disputa cu Insulele Senkaku, conclavele papale din 2013\, Revoluția demnității, anexarea Crimeei de către Federația Rusă, și problemele legate de Lucrătorii filipieni din Taiwan.Mai recent cu invazia rusă din Ucraina din 2022.

## Evaluare

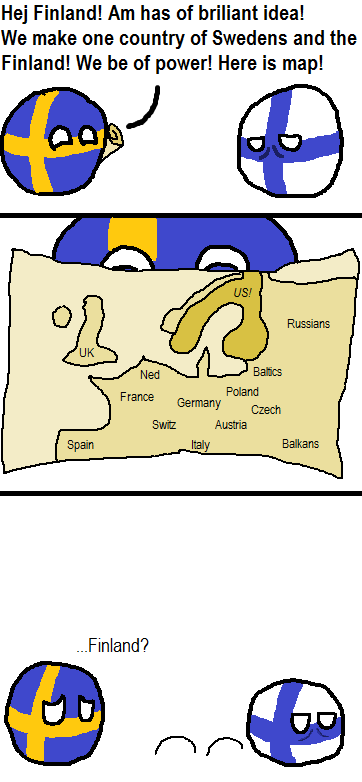
Un comic Countryball care satirizează relatileSuedia-Finlanda

Wojciech Oleksiak, scriind pe culture.pl, a remarcat că, datorită faptului că oricine poate crea un comic de la Poloniaball, existența memului a creat noi oportunități pentru oameni să își exprime opiniile personale despre diverse lucruri. Descriind Polandball ca fiind un fenomen de pe internet de o excelență nemaivăzută, el a declarat că comploturile de benzi desenate ar putea fi "rude, impolite, rasiste, abuzive sau pur și simplu proaste", menționând, de asemenea, că natura politici incorecte a benzii desenate contribuie la atractivitatea memului.
În același timp, Oleksiak observă că benzile desenate Polandball folosesc adesea stereotipe poloneze exagerate, cum ar fi faptul că polonezii nu sunt la fel de proficienți în limba engleză ca alte naționalități și că Polonia însăși este o țară plină de hiper-catolici cu minte plictisitoare. Pe de altă parte, el admite că unele stereotipe folosite în comicurile Poloniei, cum ar fi polonezii care spun povești despre istoria gloriosă a națiunii și care se gândesc la un martiriu cu rădăcini adânci, sunt în mare parte adevărate. În schimb, stereotipul că polonezii dețin multe complexe naționale și dau vina pe forțele externe pentru eșecurile lor este adevărat, dar în unele rânduri justificat.
Un raport al stației de radio rusești Vesti FM⁠(d) a notat un post de la Livejournal cerându-le cititorilor să citească cinci imagini care le vin în minte atunci când se gândesc la Polonia sau polonezii. Cele cinci pagini de răspunsuri, care ilustrează legăturile istorice complexe și adesea dificile dintre Rusia și Polonia, reaminteau subiecte precum False Dmitriy I, Tomek în țara cangurilor de autorul polonez Alfred Szklarski⁠(d), Czterej pancerni i pies, Russophobia și Polandball.

## În cultura populară
Un shooter multiplayer online de a treia persoană numit Countryballs: Modern Ballfare a fost lansat pe Steam în iunie 2021 pentru Microsoft Windows. CountryBalls Heroes, un Joc de strategie, a fost lansat pe Steam în noiembrie 2021 pentru Microsoft Windows. Jocul a câștigat mai târziu cel de-al 38-lea vot săptămânal de Fanii Favoriti la Campionatul Mondial de Dezvoltare a Jocurilor 2021.

## Linkuri externe
- Materiale media legate de Polandball la Wikimedia Commons
- Sub-reportul de la Poloniasubreddit

Format:National personifications
Format:Webcomics 